# Waibeem
Waibeem är en ort i Indonesien.   Den ligger i provinsen Papua Barat, i den östra delen av landet, 3 000 km öster om huvudstaden Jakarta. Waibeem ligger 233 meter över havet och antalet invånare är 239.
Terrängen runt Waibeem är varierad. Havet är nära Waibeem åt nordost. Runt Waibeem är det mycket glesbefolkat, med 7 invånare per kvadratkilometer. Det finns inga andra samhällen i närheten. I omgivningarna runt Waibeem växer i huvudsak städsegrön lövskog.